# Volujak
A Volujak (szerbül: Волујак) egy hegyvonulat Bosznia-Hercegovina és Montenegró határán. Az azonos nevű hegycsúcs az előbbi ország és egyben a Boszniai Szerb Köztársaság 2. legmagasabb hegycsúcsa a közeli Maglić után.

## Földrajza
Földtani szempontból Volujak a Dinári-hegység része, és nagyrészt üledékes kőzetekből áll, többnyire mészkőből és dolomitból. Alapvetően hosszú hegygerincet alkot a Suhja-völgy délnyugati oldalán, a Bosznia-Hercegovina és Montenegró közötti határ ezen a hegygerincen halad. A boszniai oldalán található a Sutjeska Nemzeti Park területe, de a túlsó oldalán is védett státusszal rendelkezik. A hegytömb legmagasabb csúcsai a Volujak (2,337 méter), Studenac (2296 méter), Badnjine (2245 méter) és a Trnovački Durmitor (2232 méter). Ez utóbbi csúcs északi lábánál található a gyönyörű Trnovačko Jezero (Trnovačko-tó), amelyet Montenegró egyik legszebb tavának tartanak. A Volujak-hegységet északkeletről a Suhja-völgy és a Maglić, a déli és nyugati oldalán az Izgori-völgy és a Lebršnik hegységcsoport, északnyugaton a Sutjeska folyó völgye, délkeletről pedig a Bioč-hegység határolja. A Volujak-csúcs Bosznia-Hercegovina második legmagasabb pontja. A csúcsról a túrázóknak lenyűgöző kilátást nyújt a környező csúcsokra: a Maglićra, a Veliko Vitaora és távolból a Durmitorra.

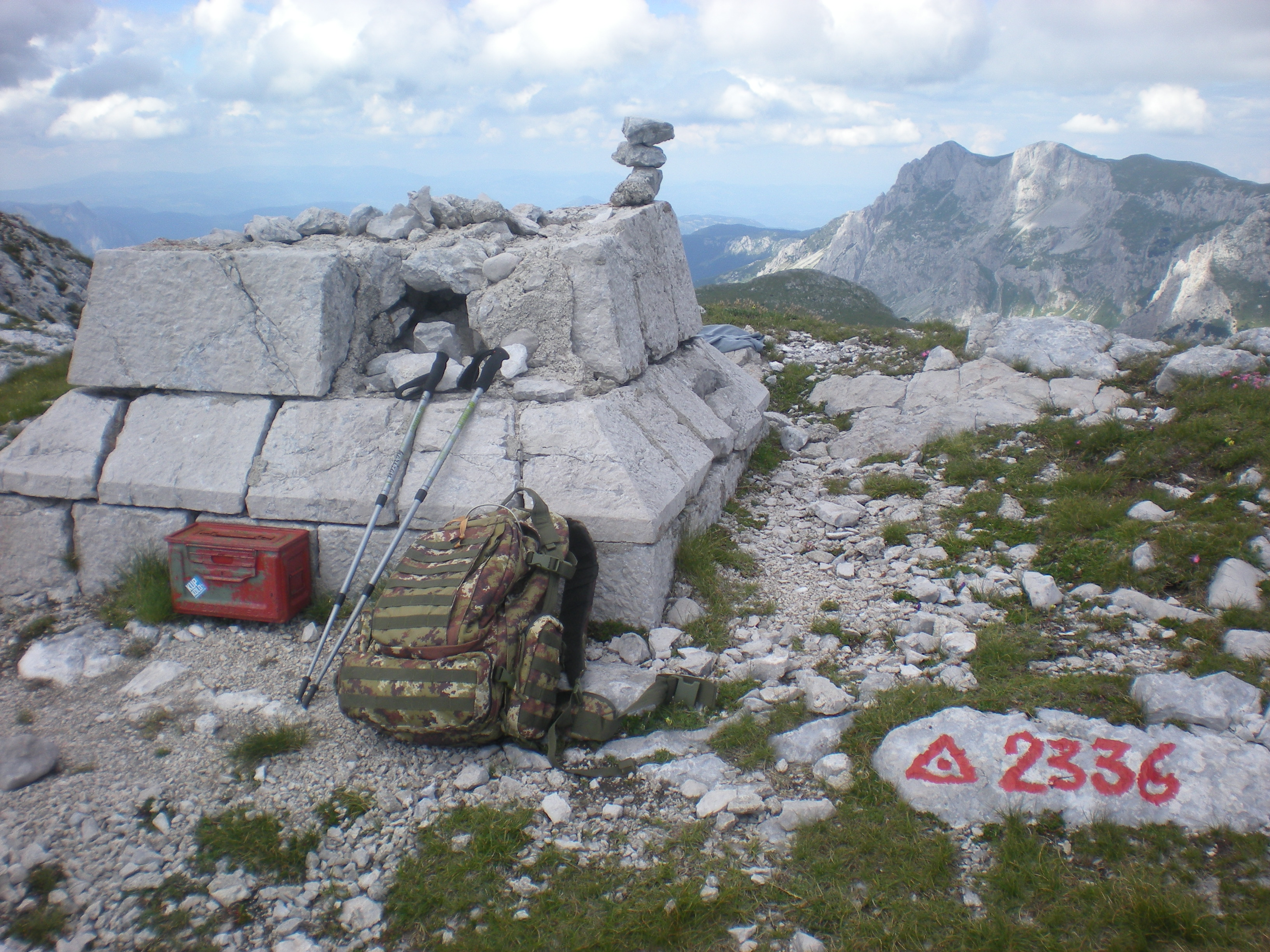
A Volujak csúcsa, rajta az osztrák földmérési alappont maradványaival

## Toponímiai viták
Valószínűtlen mértékű zavar áll fenn a hegység elnevezését illetően. Egyesek szerint a hegység legdélebbi részét, beleértve a Volujak-csúcsot és a Trnovački Durmitort, külön hegységnek kell tekinteni, Vlasulja néven. Ezzel a Studenac lenne a Volujak-hegység legmagasabb pontja, míg az eredeti névadó Volujak-csúcs pedig Vlasulja legmagasabb pontja. Mások a Volujak-csúcsot Vlasuljának nevezik, ezzel is fokozva a zavart. A legújabb leírások a hatalmas, geológiailag egységes hegygerincet a Dinaridák egyik összefüggő részének tekintik, és Volujak néven hivatkoznak rá.

## Túrázási lehetőségek
A Volujak-hegységben soha nem volt súlyos csata az 1992–1995 közötti boszniai háború során, ezért az aknamezők kockázata minimális. Volujak viszonylag vad és távoli hely, tehát a túrázóknak jól fel kell készülniük. Mivel a Volujak fő csúcsainak megközelítéséhez mindkét oldalról át kell lépni a Bosznia-Hercegovina és Montenegró közötti nemzetközi határt, ezért érvényes útlevél is szükséges. A nemzetközi határ itt jött létre, miután az Osztrák–Magyar Monarchia okkupálta Boszniát az 1878-as berlini kongresszust követően. Az osztrákok földmérési alappontokat telepítettek a Volujak-csúcsra. Az eszközök talapzata továbbra is megtalálható a hegy csúcsán. Gazdag fauna létezik a hegyek körül, számos medve kóborol a Volujak lejtőin. A zergék és a sasok is nagy valószínűséggel megfigyelhetők ezen a területen. A Volujak körül élő lovak nem vadak, de úgy tűnik, megtanulták, hogyan kell túlélni rendszeres emberi felügyelet nélkül.

## Fordítás
- Ez a szócikk részben vagy egészben  a   Volujak (mountain) című angol Wikipédia-szócikk ezen változatának fordításán alapul.  Az eredeti cikk szerkesztőit annak laptörténete sorolja fel. Ez a jelzés csupán a megfogalmazás eredetét és a szerzői jogokat jelzi, nem szolgál a cikkben szereplő információk forrásmegjelöléseként.